# Не відпускай (фільм, 2019)
Не відпускай — американський науково-фантастичний трилер жахів 2019 року. Сценарист і режисер — Джейкоб Аарон Естес. Прем'єра фільму під назвою «Relive» відбулася на Кінофестиваль «Санденс» 27 січня 2019 року. Вперше показаний 30 серпня 2019 року «Universal Pictures» і «Blumhouse Productions».

## Про фільм
Детектив Джек Редкліфф отримує тривожний дзвінок від племінниці Ешлі. Він поспішає на допомогу, але не встигає — дівчинка і її сім'я жорстоко вбиті.
Джек береться за розслідування, але несподівано йому знову дзвонить Ешлі.

## Знімались
| Актор             | Роль            |
| ----------------- | --------------- |
| Девід Оєлово      | Джек Редкліфф   |
| Сторм Рейд        | Ешлі Редкліфф   |
| Мікелті Вільямсон | Боббі Вільямс   |
| Альфред Моліна    | Говард Келешіан |
| Браян Тайрі Генрі | Гаррет Редкліф  |
| Байрон Манн       | Роджер Мартін   |